# Hieronyma scabrida
Hieronyma scabrida är en emblikaväxtart som först beskrevs av Louis René Tulasne, och fick sitt nu gällande namn av Johannes Müller Argoviensis. Hieronyma scabrida ingår i släktet Hieronyma och familjen emblikaväxter. Inga underarter finns listade i Catalogue of Life.